# MFO-park
Az MFO-park egy park Zürich Oerlikon városrészében, amely a Maschinenfabrik Oerlikon nevű gépgyár egykori területén épült és megörökölte annak nevét.
A park 96.875 négyzetméter területet foglal el és ismertetőjele a modern és szokatlan kinézete.  A napozóterasz az építmény tetején kilátást nyújt Zürich északi részére. A MFO-park különböző tevékenységeknek ad otthont. Nagyobb események, mint szabadtéri mozi, színház és koncertek lehetségesek.
A park alapkövét 2001 őszén tették le, majd 2002 nyarán ültették be. A terv második fele még nincs befejezve.

## Képgaléria

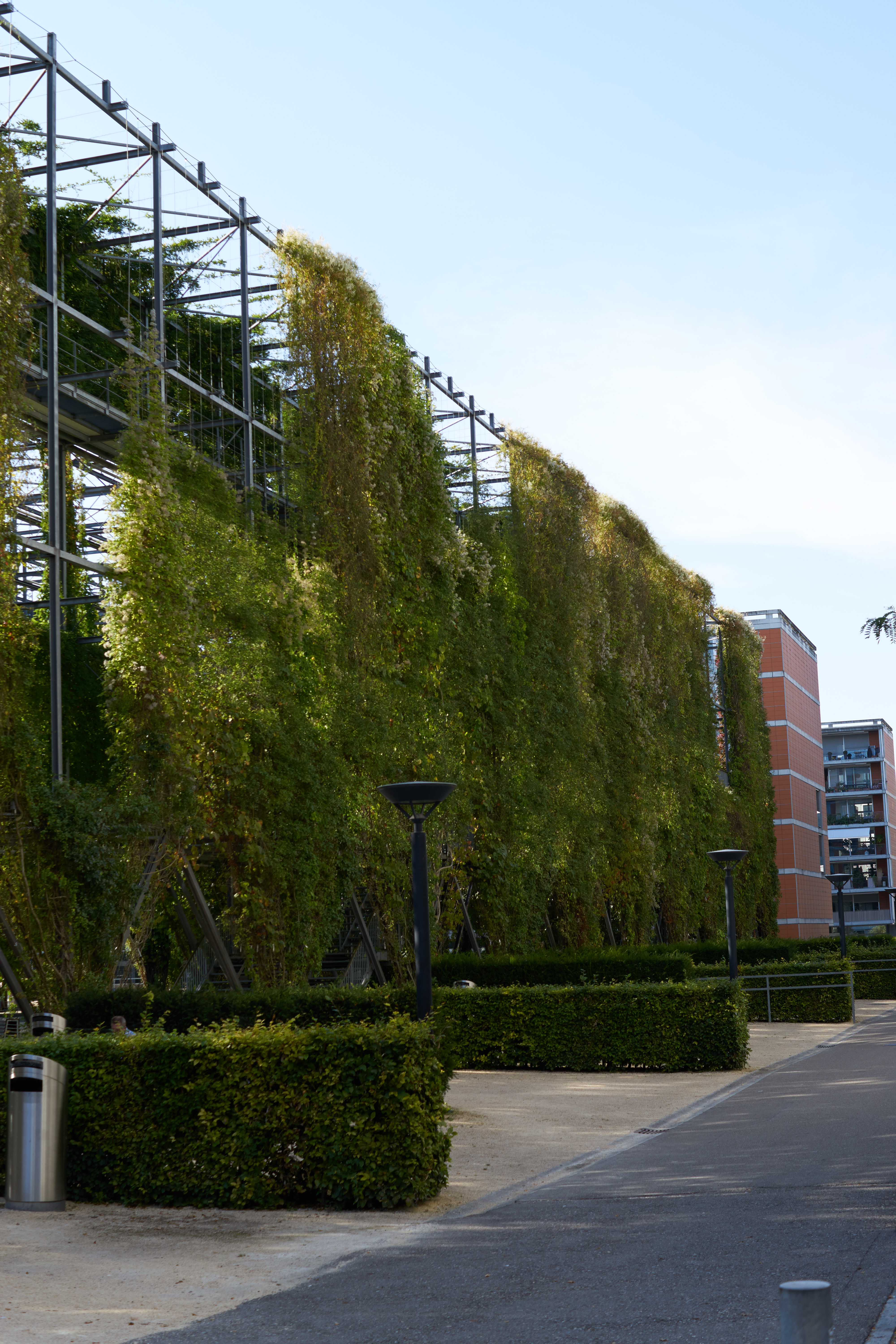
Külső nézet
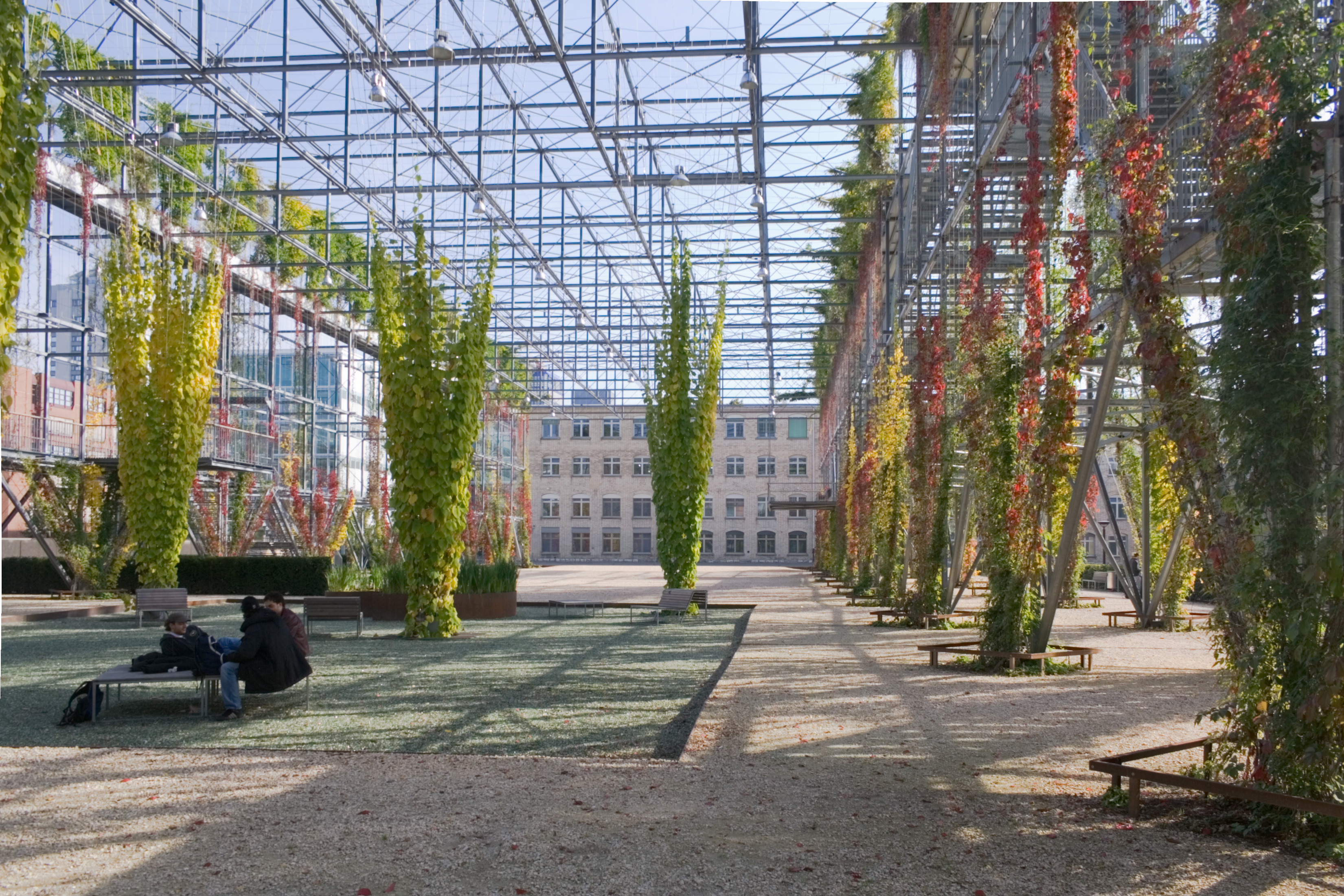
Belső nézet
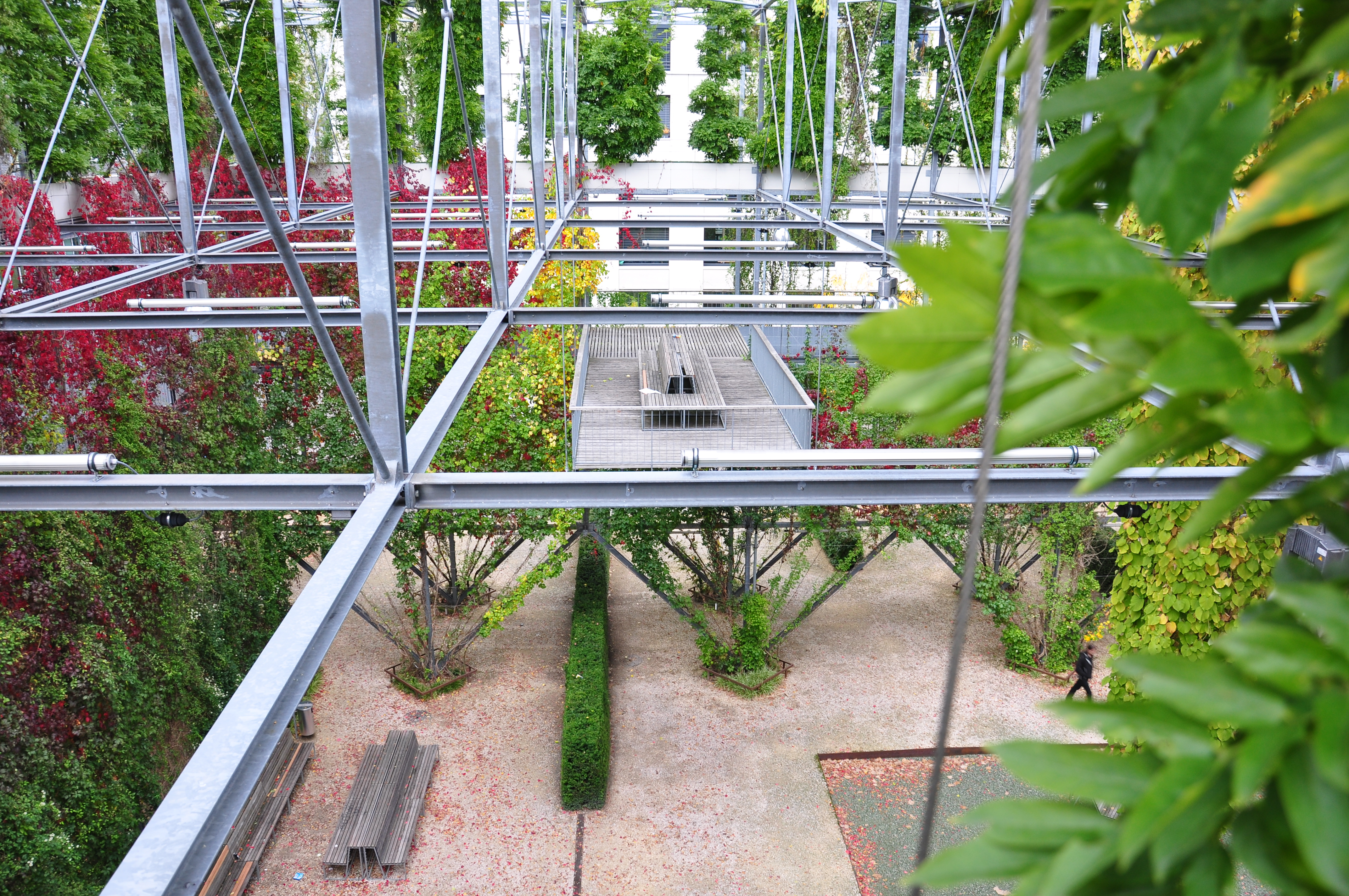
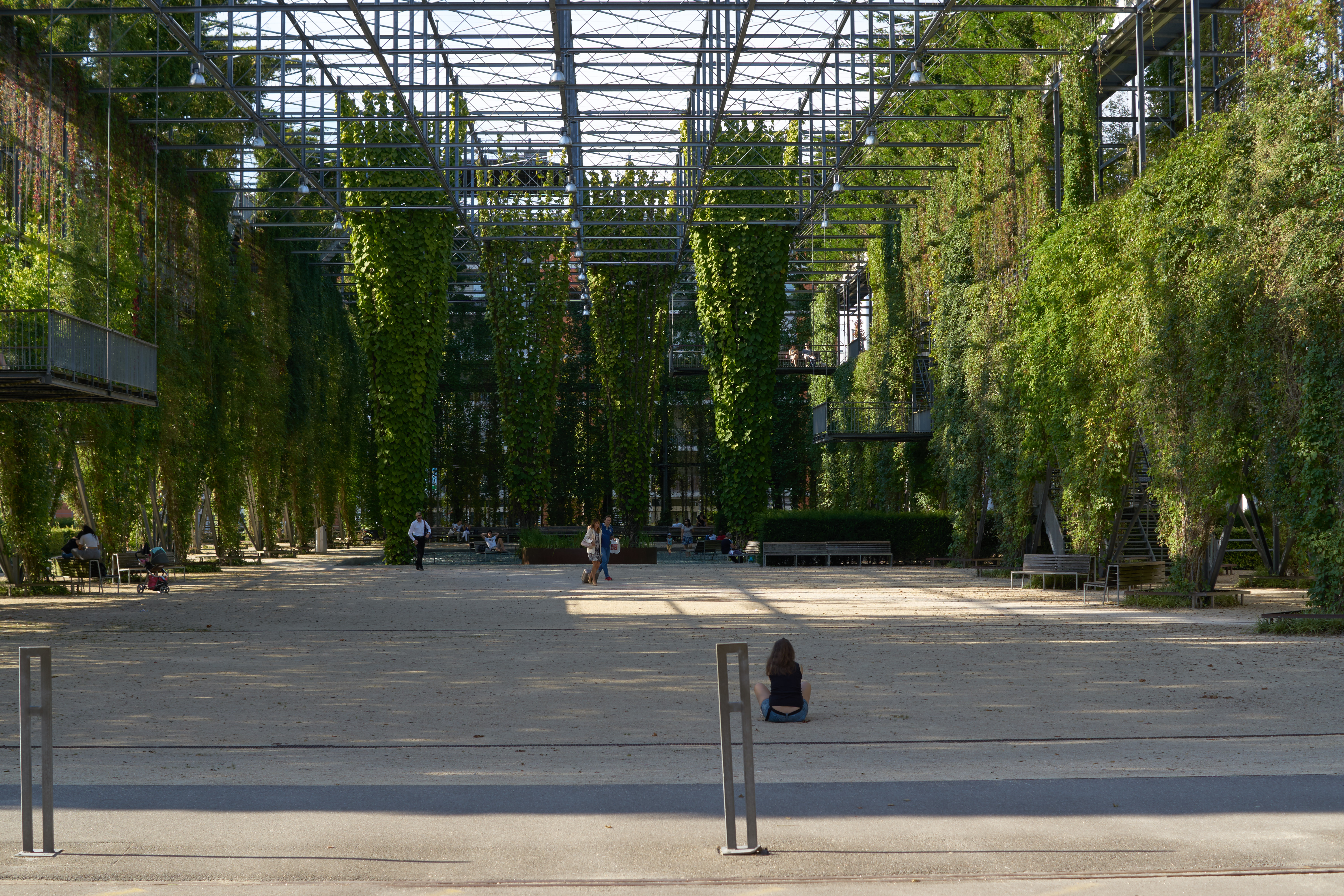
Kilátás az Oerlikon gépgyárból
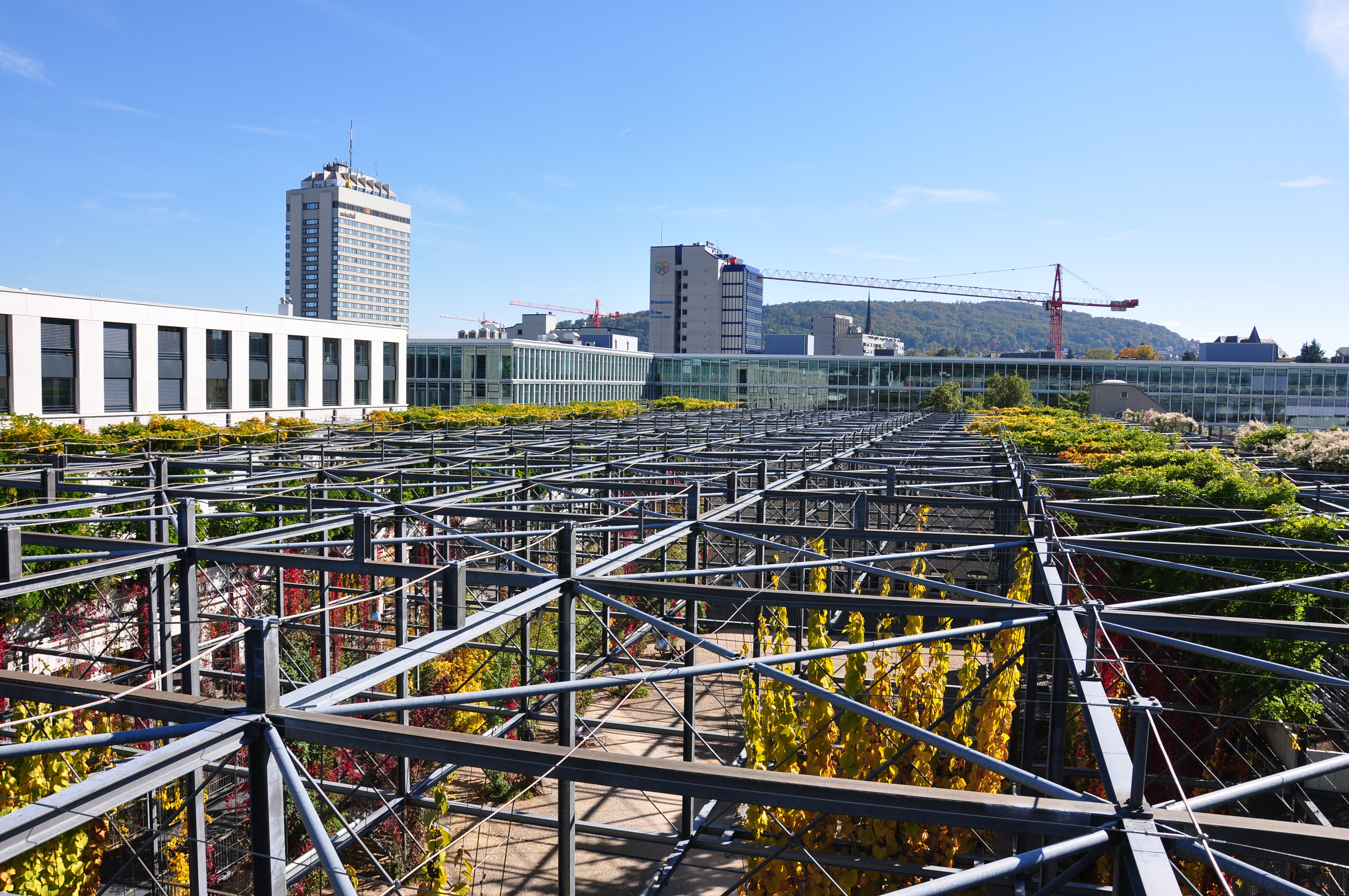
Kilátás a napozóterasz kilátóteraszáról a park területéről Oerlikonra, háttérben a Zürichberggel

## Külső hivatkozások
- Az MFO-park honlapja
- Ein Relikt der Industrie blüht wieder auf. NZZ, 2018. augusztus 22.
- Oerlikon Park Side. Blogbejegyzés a Raegi fotóblogban